# Temesvári Nyugati Tudományegyetem Fizikai Kar
A Temesvári Nyugati Tudományegyetem Fizikai Kara egy állami felsőoktatási intézmény egyik kara, ahol 3 alapfokú- (BSc), 5 mesterfokú- (MSc) illetve doktori (PhD) képzés folyik.

## Története
Kapuit az 1962-1963-as egyetemi tanév alatt nyitja meg, egyetlen fizikai képzést nyújtó szakkal, az elektroradiofizika terén, melynek időtartama 5 év volt. Ezt követően egy újabb fizikai kémia szak nyílik, 4 éves oktatási időszakkal, az 1965-1966-os tanévben. A kar ebben a strukturális felállásban folytatja működését egészen 1973-ig, amikor is a tudományegyetem reformokon megy keresztül, ami alatt számos új szakképzést nyújtó kar nyílik meg. Az új változtatások révén a Fizikai Kar egy új egységes karba, a Természettudományi Karba, kerül beillesztésre más szakok mellett, mint a matematika és az informatika, míg a fizikai kémiai szak megszűnik. Később a nappali oktatás mellett esti tagozat is indul. 1990-ben a Fizikai Kar elválik a Természettudományi Kartól, és egy műlva újraalakul a fizikai kémia szak is.

## Szerkezet
A Fizikai Kar kutatási projektjeiben részt vevő tagok száma 37, amiből: 7 tanár, 7 kutatótanár, 14 adjunktus és 6 tanársegéd. 

### A kar vezetősége
| Név                   |            | Hivatalban |
| Dorina Andru Vangheli | (sz. 1941) | 2000–2008  |
| Dumitru Vulcanov      | (sz. 1951) | 2008-2015  |
| Daniel Vizman         |            | 2016-jelen |

Az intézményt a Kari Tanács vezeti, amelynek tagja 11 tanár és 2 hallgató. A vezetőség dékánból, dékánhelyettesből, tudományos titkárból és egy hallgatóból áll.

### Nevezetes személyiségek, diplomások
- Prof. Dr. Constantin Sălceanu
- Prof.Dr. Mircea Zaganescu
- Prof. Dr. Otto Aczel
- Prof. Dr. Imre Hegedus
- Prof. Dr. Ábrahám Miklós (a Román Tudományos Akadémia tagja[1])
- Prof. Dr Octavianus A.
- Prof. Dr. Toró Tibor
- Prof. Dr. Ion Cotăescu
- Prof. Dr Irina Nicoara
- Prof. Dr Mihai Petrovici

## Szervezeti egységek, szakok
BSc:
- fizika;
- orvosi fizika;
- informatikai fizika.

MSc:
- számítógépes asztrofzika;
- slkalmazott gyógyszertani fizika;
- a kondenzált anyagok fizikája és technológiája;
- kristályfizika;
- környezeti nano-mikro és technológiai nano-mikro rendszerek.

## Kutatási központok
- Elméleti fizikai kutatási központ (CNCSIS akkreditált)
- Kristályos anyagok fizikája (CNCSIS akkreditált)
- Intelligens anyagok kutatási központja Archiválva 2017. október 6-i dátummal a Wayback Machine-ben (CNCSIS akkreditált)
- Kristályos szilárd teste laboratóriuma
- Kvantum-elektronikai csoport
- Napenergia kutatási intézet Archiválva 2017. szeptember 1-i dátummal a Wayback Machine-ben
- Numerikus relativitás csoportja
- Diszperszált nanometrikus rendszerek elektrohidrodinamikája

## Versenyek és tudománynépszerűsítés
2003-tól a kar évente megrendezi a "Constantin Sălceanu" Fizikai Versenyt, a középiskolások számára, ezzel is nagyobb népszerűséget szerezve a fizikának a diákok körében. 

## Fordítás
- Ez a szócikk részben vagy egészben  a   Facultatea de Fizică a Universității de Vest din Timișoara című román Wikipédia-szócikk ezen változatának fordításán alapul.  Az eredeti cikk szerkesztőit annak laptörténete sorolja fel. Ez a jelzés csupán a megfogalmazás eredetét és a szerzői jogokat jelzi, nem szolgál a cikkben szereplő információk forrásmegjelöléseként.